# Hug d'Arle
Hug d'Arle (c. 880 - Arle, Regne de França, 947) fou comte d'Arle; rei de Provença (911 - 933) i rei d'Itàlia (926 - 10 d'abril de 947).

## Biografia
Era fill del comte Teobald de Provença o Teobald d'Arle, i la seva esposa Berta de Lotaríngia. Era net per part de mare de Lotari II de Lotaríngia. A la mort del seu pare va heretar els comtats de Viena del Delfinat i d'Arle el que el va convertir en el principal noble del regne de la Borgonya Cisjurana o Provença.

### El comtat d'Arle

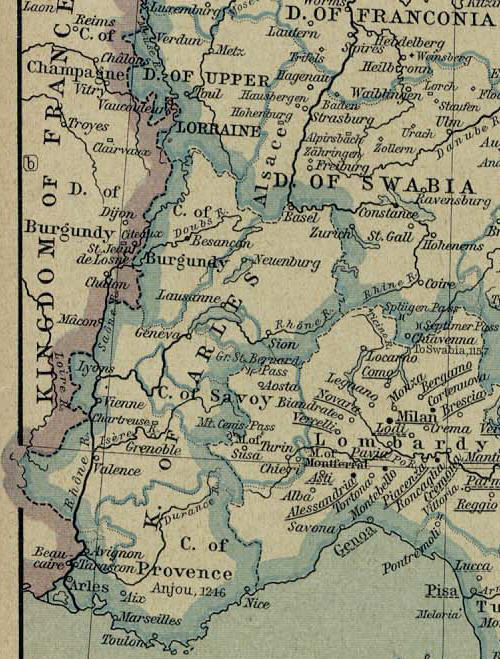
Regne d'Arle

El 905, en ser cegat el rei de Provença/Borgonya Cisjurana, Lluís III, va esdevenir conseller del sobirà que el 911 li va confiar la regència del regne i el va nomenar duc i marques de Provença (succeint a Tibert com a comte de Provença) i marquès del Vienès. Va instal·lar la seva capital a Arle (Lluís III residia a Viena) i per això el regne fou conegut també com a regne d'Arle. Per refermar-se en el poder es casà el 912 amb Wil·la de Borgonya, germana del rei i filla de Bosó de Provença que havia enviudat de Rodolf I de Borgonya († 25 d'octubre del 912). Wil·la va morir el 914.
La instal·lació d'Hug a Arle va comportar l'arribada d'un bon nombre de nobles borgonyons, el que va provocar tensions amb l'aristocràcia local. Així per exemple els casos de Manassès d'Arle, arquebisbe d'Arle el 920, que era fill d'un comte de Chalon i era nebot d'Hug. Aquestes tensions van comportar algunes morts (anys 915-920) com per exemple la dels parents de Mayeul de Cluny.
El 924 Raül I de França, nebot de Bosó de Provença i germà d'Hug el Negre, fou elegit rei de França i va intervenir en el regne de Provença o Arle. Hug d'Arle li va haver de retre homenatge i va segellar una aliança amb el matrimoni de la seva neboda Berta amb Bosó I, germà de Raül.

### Rei d'Itàlia
Ja el rei Lluís III va intentar unificar les corona de Provença i d'Itàlia sota un mateix tron, per frenar així el poder de Berenguer de Friul. Hug d'Arle fou vist amb bons ulls per ser nomenat rei d'Itàlia. Segurament des de finals del 910 un exèrcit provençal dirigit per Hug d'Arle, el seu germà Bosó i Hug Tallaferro va envair Llombardia amb el suport de la mare d'Hug, Berta, filla de Lotari II, vídua de Teobald d'Arle i esposa ara del marquès Adalbert II de Toscana; aquesta expedició aparentment no va tenir èxit; Constantí VII Porfirogènit situa els fets el 923 o 924 i Liutprand de Crèmona entre 917 i 920. De 922 a 924, després d'una revolta de gran part de la noblesa italiana, Rodolf II de Borgonya fou elegit rei carolingi d'Itàlia en oposició a Berenguer; la guerra civil va acabar el 7 d'abril del 924 amb l'assassinat del darrer.
Hug va provar fortuna llavors i el juliol del 926 va sortir d'Arle per anar a Itàlia. Amb el suport dels gran del regne i després d'un acord amb Rodolf II de Borgonya el 9 de juliol de 926 no va tenir cap oposició seriosa. Llavors va confiar el comtat d'Arle i Provença al seu germà Bosó, conegut com a Bosó d'Arle. Hug va millorar l'administració central del regne i va aconseguir aturar parcialment les incursions magiars d'Itàlia. Va induir la noblesa italiana a reconèixer el seu fill Lotari II d'Itàlia com el seu successor al regne carolingi d'Itàlia.

### La successió de Lluís III a Provença
A la mort de Lluís III el Cec el 928, Hug va retornar a Provença per agafar la successió com a sobirà de Provença i rei de Borgonya Cisjurana/Provença o rei d'Arle. No obstant va acabar reconeixent al fill de Lluís III, Carles Constantí, com a comte de Vienne i segurament va cedir el Vienès al rei Raül I de França. Per un acord vers el 934 va reconèixer a Rodolf II de Borgonya (Transjurana) com a rei de Borgonya Cisjurana amb Provença i li va cedir els seus drets a canvi de renunciar a tota pretensió sobre Itàlia. No obstant Hug va conservar el títol de marquès de Provença on tenia importants possessions. Per aquest acord Adelaida de Borgonya es casava amb el fill d'Hug, Lotari II.

### Els conflictes italians
Llavors es va ocupar d'establir la seva autoritat a Itàlia. Ja el 931 va fer cegar al seu germanastre Lambert de Toscana que acabava de pujar al tron de Toscana, i va donar el marquesat al seu germà Bosó d'Arle fins al 936 quan el va deposar en favor del seu propi fill Hubert o Humbert.
El 932, Hug es va casar a Roma amb Marozia, senadora de Roma i vídua de Guiu de Toscana, germanastre d'Hug. Durant la cerimònia un cop d'estat del fill de Marozia, Alberic II, va avortar l'operació; Marozia fou empresonada i Hug va haver de fugir. El mateix 932 els sarraïns es van apoderar temporalment de Gènova. Hug va haver d'intervenir diverses vegades amb la flota per intentar aturar les depredacions dels sarraïns que venien de diversos llocs i molt especialment de la seva base a Fraxinètum des d'on feien incursions cap a l'interior de Provença i fins als Alps. Segons el Muktabis d'Iban Hayyan, va fer també passos diplomàtics (940). El 942 Hug va organitzar un atac combinat per terra i mar contra Fraxinètum i va demanar ajut al basileus Romà I Lecapè, però al darrer moment va preferir fer un pacte amb els sarraïns als que va utilitzar com a mercenaris en els seus afers italians. Tot i així va aturar l'anarquia a la península italiana que prevalia abans del seu govern.

### Temptativa de recuperar Borgonya Transjurana

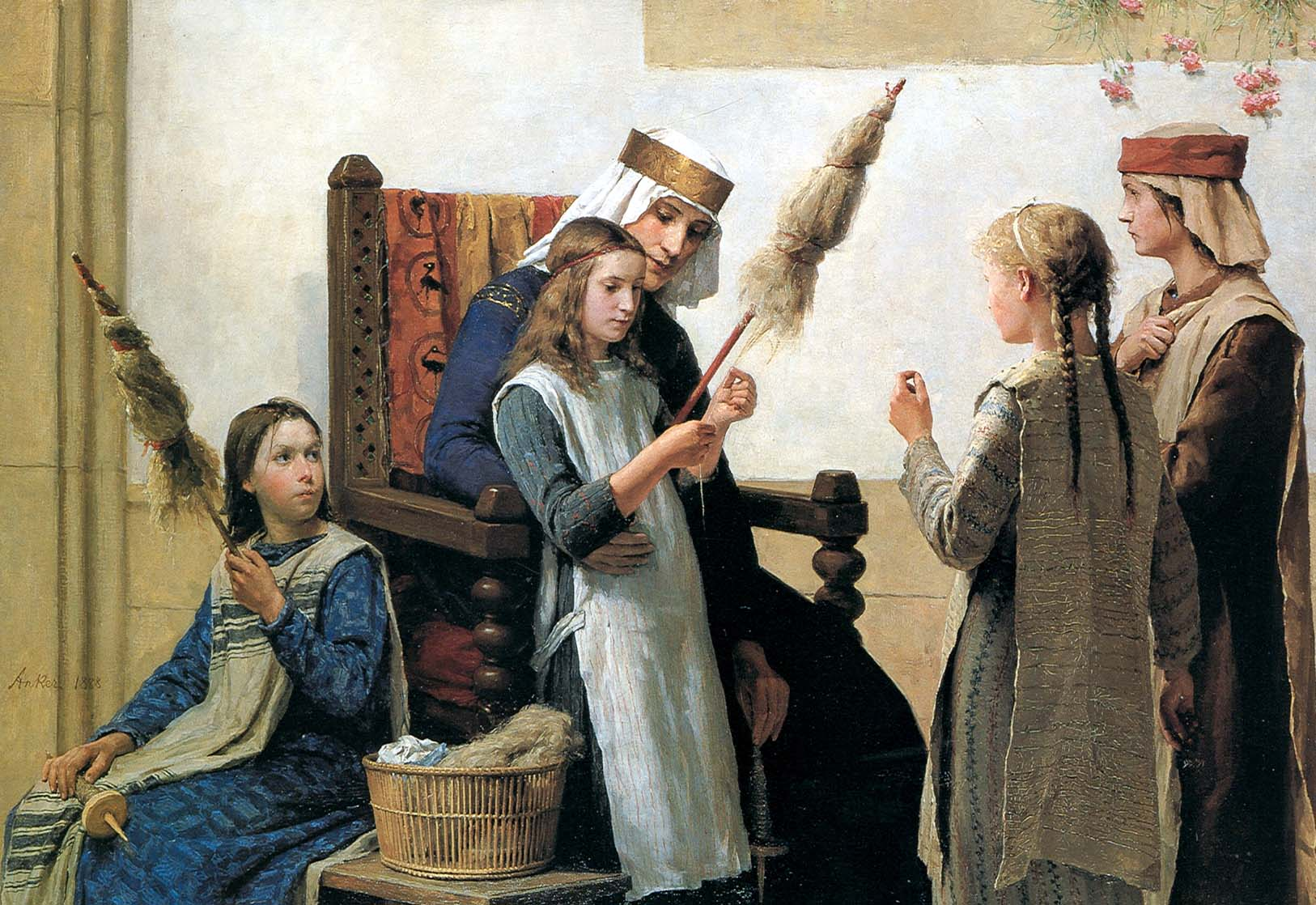
Berta de Suàbia, per Albert Anker, 1888

A la mort de Rodolf II de Borgonya el 937, Hug va intentar d'unir el regne de les Dues Borgonyes (la unió de la Transjurana amb la Cisjurana/provença) amb el d'Itàlia. Va retornar a Provença on va forçar a Berta de Suàbia, vídua de Rodolf II de Borgonya i filla del duc Burcard II de Suàbia, a casar-se amb ell i va casar al seu fill Lotari d'Arle amb la germana del jove hereu de Rodolf, Conrad, assolint la regència d'aquest Conrad que era un infant. Aquest projecte d'aliança va fracassar per la intervenció del rei de Germània Otó I que es va erigir en protector de Conrad, ja que no estava disposat a acceptar la unificació dels dos regnes. El matrimoni d'Hug amb la seva nova esposa no li va impedir gaudir de diversos amants al seu castell de Colombier-sur-Morges a la riba dreta del llac Leman, amb les que va tenir diversos bastards. Segons una crònica va tenir relacions sexuals amb la seva jove Adelaida de Borgonya abans que aquesta les tingués amb Lotari, el fill d'Hug.

## Final
Des del 940 va tenir un rival perillós en Berenguer II d'Ivrea. Hug el va poder vèncer el 941, i el va obligar a fugir a Germània a la cort d'Otó I. Aquest, que es malfiava de l'increment de poder d'Itàlia va sostenir un segon intent de Berenguer que el 945 va aconseguir convèncer a nombrosos nobles italians de passar al seu bàndol a canvi de promeses de terres i honors. derrotat militarment Hug fou deposat per una dieta celebrada a Milà, però va conservar la corona i el títol en una part del país. Mancat de prou suports, va abdicar l'abril del 945 en favor del seu fill Lotari II d'Itàlia, encara que el poder estava gairebé en mans de Berenguer i es va refugiar amb la seva neboda Berta a Arle on va morir el 10 d'abril del 947.

## Genealogia

### Ancestres
```
┌─ 
Hucbert
 (vers 830-864), abat de Saint-Maurice al Valais 
┌─ 
Teobald d'Arle
 (vers 850-vers 895).
│ └─ X
│
Hug d'Arle(† 
947
) 
│
│ ┌─ 
Lotari II de Lotaríngia
 (vers 
825
-† 
869
).
└─ Berta, filla de Lotari II (vers 865-vers 925).
└─ Walrada (vers 845-879).
```

### Núpcies
Va tenir quatre esposes i almenys cinc amants i va deixar no menys de 8 fills.
- Wil·la de Provença amb la que es va casar el 912, va morir el 914 i no va tenir fills
- Alda o Hilda, germànica de família desconeguda, amb la que es va casar vers 924
- Marozia, casats el 932, no consumat, morta empresonada pel seu fill (d'un anterior matrimoni) Alberic II
- Berta de Suàbia, vídua del rei Rodolf II de Borgonya i filla del duc Burcard II de Suàbia, casats el 12 de desembre del 937, morta després del 966
- Wandelmoda (amant)
- Pezola (amant)
- Rotruda o Rosa (amant + després del 945) vídua del comte palatí Gisilbert i filla d'un Walpert
- Estefania (amant, mare de Godofreu abat de Nonantula)

### Descendents legítims
Tots els fills foren d'Alda o Hilda:
```
Hug d'Arles
1) 912 
Wil·la de Provença

2) abans de 924 Alda o Hilda
│
├─
Lotari d'Arle
 (vers 925-† 
950
).
│ x 
Adelaida de Borgonya
 (dels Güelfs)
└─Alda (?-?).
x 
Alberic II
 duc de 
Spoleto
 (dels Teofilactes)
3) 932 x 
Marozia
 (dels Teofilactes)
4) 937 x 
Berta de Suàbia
```

Tingué diversos fills bastards:
- de Wandelmoda: Hubert de Toscana.
- de Pazola (de malnom Venerem) : Berta (després d'Eudòcia) casada amb l'emperador romà d'Orient Romà II; i Bosó, bisbe de Piancenza i canceller imperial.
- de Rotrude o Rosa (de malnom Iunonem): Rotlinda o Rolenda casada amb Bernard, comte de Pavia.
- d'Estefania (de malnom Semelen): Tebald, que Hug va voler instal·lar com a arquebisbe de Milà.
- D'una dona de nom desconegut tingué a Godofreu o Jofre, abat de Nonantola

## Posteritat

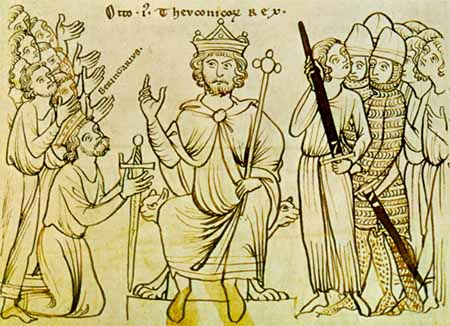
Otó I rep la submissió de Berenguer II al Manuscriptum Mediolanense, vers 1200

A la mort d'Hug el seu fill Lotari II no es va poder imposar. El regne de Provença o Arle va retornar (amb el suport d'Otó I de Germània) al jove rei Conrad III de Borgonya que per assegurar el seu poder va nomenar tres comtes a Provença i diversos vescomtes; un d'aquestos comtes, Bosó II d'Arle, serà el fundador de la primera dinastia de comtes de Provença. A Itàlia Lotari II fou eliminat el 950 però Berenguer II es va haver de sotmetre a Otó I que va fundar el Sacre Imperi Romanogermànic.
La filla de Lotari II d'Itàlia, Emma d'Itàlia, es va casar el 965 amb Lotari de França (rei dels francs del 954 al 986) i el fill comú Lluís V de França fou el darrer rei carolingi de França (986 a 987). Amb ell es pot donar per acabada la branca bosònida de la gran família carolíngia.